# Joseph Philippe Simon Lockroy
Joseph Philippe Simon, kaldet Lockroy (født 17. februar 1803 i Torino, død 19. januar 1891 i Paris) var en fransk dramatisk forfatter, far til Édouard Lockroy.
Efter nogen tid at have været skuespiller skrev han 1827 sammen med Scribe La marraine og i de følgende år, mest i fællesskab med Anicet-Bourgeois og Arnould, en lang række dramatiske arbejder, hvoraf nogle også opførtes udenfor Frankrig. Nævnes kan: Cathérine (1831), L'impératrice et la juive (1834), La vieillesse d'un grand roi (1837), Un duel sous Richelieu (1841), La jeunesse dorée (1849), Bonsoir, M. Pantalon (1861), Les dragons de Villars, La reine Topaze (1856), La fée Carabosse (1859, med Cogniard), Ondine (1863, med Mestépès), Suzanne (1879, med Cormon, musik af Paladilhe) og flere.